# Ніколаєвська сільська рада (Сарактаський район)
Нікола́євська сільська рада (рос. Николаевский сельский совет) — сільське поселення у складі Сарактаського району Оренбурзької області Росії.
Адміністративний центр — село Ніколаєвка.

## Населення
Населення — 1244 особи (2019; 1306 в 2010, 1498 у 2002).

## Склад
До складу сільської ради входять:
| Населений пункт    | Населення, осіб (2002) | Населення, осіб (2010) |
| ------------------ | ---------------------- | ---------------------- |
| Біктімірово, село  | 311                    | 258                    |
| Кабанкіно, село    | 548                    | 468                    |
| Ніколаєвка, село   | 466                    | 409                    |
| Рождественка, село | 173                    | 171                    |